# 智慧電網
智慧電網（英語：smart grid、或），一種現代化的輸電網路。利用信息及通信技术，以數位或類比訊號偵測與收集供應端的電力供應狀況，與使用端的電力使用狀況。再用這些資訊來調整電力的生產與輸配，或調整家電及企業用戶的耗電量，以此达到节约能源、降低损耗、增强电网可靠性的目的。。智能电网雛型是20世纪产生，是由一些中心发电机向大量用户传输电能的电网的简单升级。在传统电网的基础上，电能的传输拓扑网络更加优化以满足更大范围的各种用电状况，如在用电量低的时段给电池充电，然后在高峰时反过来给电网提供电能。
智慧電網包含了一個智慧型電表基礎建設（advanced metering infrastructure，AMI），用于记录系统所有电能的流动。通過智慧電表（smart meter），它會隨時監測電力使用的狀況。智慧電網包括超导传输线以减少电能的传输损耗，还具有集成新能源，如风能、太阳能等的能力。当电能便宜时，消费者可以开启某些家用电器，如洗碗机，工厂可以启动在任何时间段都可以进行的生产过程。在电能需求的高峰期，它可以关闭一些非必要的用电設備来降低需求。其他的智慧電網發展方向包括電網之故障偵測、判斷、自動試送電等。智慧電網之最基礎建設在於電網上的設備由人工在地監測，進化到遙測、遙控，再進化到自動判斷調整控制。
智慧電網政策在歐洲被組織为智能電網歐洲技術平台。在美國政策中被介紹在 美國法典第42编第152之IX章 § 17381.
现代化的电能网络被许多政府认为是一种能够有效减少能源依赖，减缓全球温室效应的措施。智能计量作为智能电网的一部分，但它本身本不能称为一个智能电网。在美國歐巴馬總統宣布振興經濟方案之中納入智慧電網計劃後，已經引起世界各國的重視。

## 智慧電網的優點
智能電網有諸多好處，此處列舉以下數點：
1. 智能電網可以接受各式各樣的從外界傳入的干擾和攻擊，可以承受大型的清潔能源和可再生能源的併入。智能電網比傳統電網更有韌性，能承受的干擾幅度更大。
2. 智能電網是信息技術，感應技術，自動控制技術等技術的共同結合的大型電網基礎設施。正因為如此，在控制電網的時候，更容易從全局的角度了解清楚電網的狀況信息；在預防重大事故，災害的時候，有提前預測，預警和預防可能發生的問題。一旦有事故發生，智能電網還能採取措施，隔離事故發生區域，實現自我修復，以避免出現大範圍大面積的電路中斷供應。
3. 智能電網與傳統電網最大一個不同在於，它能實現雙向的信息服務溝通交流。用戶可以了解電網的實時電力供給能力，供應狀況，電能質量，電價浮動情況以及電力中斷信息等。用戶可以很輕易的從這些信息中獲取一個合理安排用電的指導。
4. 在事事講求節能減碳的今天,智能電網的概念，無非給了發電廠一個實現節能的一個相當好的手段方法 ; 電網資料流為雙向，可以從電廠傳送訊息給需要被管控的設備亦可接收訊息從需要大量被收集資料的設備，如此一來，大數據的管理就有其基本的雛形；亦此在智能城市相關議題常常被提及的今天，智能電網會是一個構建一個所有資訊流暢行無阻的一個可實現的架構概念。

## 满足各种供求状态
影响电网运行的突發状况可能出现在发电厂发电，电能传输以及电能需求等任意一下环节发生。这种状况可能是自然环境，如云层遮挡太阳使得太阳能电站功率下降，又如，炎热的天气使得空调的使用率上升。还有可能由于商业原因发生在电能供应端，例如，电能用户可能在用电高峰时减少用电，因为电价的作用是减少用电高峰时的用电量。状况还有可能发生在本地传输网络，如变压器损坏，需要临时断开局部输电网络。最后，这些状况还有可能发生在家里，比如，人都离开家工作，各种用电设备进行休眠状态。所有这些情况都是激发人们去改变电能流向之因素。

## 足够的頻宽
事实上智能电网的通訊系統必須能够提供足够的頻宽。用于控制家用电器所需要的数据通信量与现在已有的如电话、网络、电视等傳輸，因為它們的傳輸量相对而言是很小的。许多的智能电网提供“过量”的通信頻宽，这些頻宽可以用于其它的用途，以取代现有的通訊网络。这种方式在电网由国家统一运行的国家，如中国、印度，更有优势。

## 参見
- 超級電網
- 净计量电价（net metering）
- 電力線通信
- 智慧型電表

## 外部連結
- 什么是智能电网？ - IEEE Smart Grid （英文）
- IEEE SmartGrid Portal （英文） - IEEE對於智能電網的網上資源庫
- 台灣智慧型電網產業協會 （页面存档备份，存于）
- 智能电网概述与解决方案 （页面存档备份，存于）